# Auchmerus
Auchmerus is een geslacht van kevers uit de familie van de loopkevers (Carabidae). De wetenschappelijke naam van het geslacht is voor het eerst geldig gepubliceerd in 1930 door Andrewes.

## Soorten
Het geslacht Auchmerus is monotypisch en omvat slechts de volgende soort:
- Auchmerus trachys Andrewes, 1929